# 황루
황루(Huang Lu, 1983년 7월 10일 ~ )는 중화인민공화국의 배우이다.
청두시에서 태어났다.

## 영화
- Victim(s) (2020년)
- 핏빛 추격 (2019년)
- 사랑하지 않는 자들의 최후 (2019년)
- 섬머 오브 창사 (2019년)
- G 어페어 (2018년)
- 갈대, 우거지다 (2018년)
- 블러드 13 (2018년)
- 하우 투 디스크라이브 어 클라우드 (2013년)
- 어 팰러블 걸 (2013년) - 야야 역
- 석기시대지백만대정탐 (2013년)